# Pandanus gracilis
Pandanus gracilis är en enhjärtbladig växtart som beskrevs av Francisco Manuel Blanco. Pandanus gracilis ingår i släktet Pandanus och familjen Pandanaceae.
Artens utbredningsområde är Filippinerna. Inga underarter finns listade.